# Chinedu Odozor-Onikeku
Chinedu Odozor-Onikeku (* 24. Dezember 1977 als Chinedu Odozor) ist eine ehemalige nigerianische Leichtathletin, die sich auf den Weitsprung spezialisiert hat, aber auch im Sprint an den Start ging.

## Sportliche Laufbahn
Erste internationale Erfahrungen sammelte Chinedu Odozor-Onikeku im Jahr 1995, als sie bei den erstmals ausgetragenen Juniorenafrikameisterschaften mit einer Weite von 5,92 m die Goldmedaille gewann und im 200-Meter-Lauf das Finale erreichte, dort aber nicht an den Start ging. 1998 nahm sie erstmals an den Afrikameisterschaften in Dakar teil und gewann dort mit 6,45 m die Silbermedaille hinter ihrer Landsfrau Chioma Ajunwa. Im Jahr darauf belegte sie bei den Afrikaspielen in Johannesburg mit 6,45 m den fünften Platz und 2002 wurde sie bei den Commonwealth Games in Manchester mit einem Sprung auf 6,39 m Vierte. Anschließend gewann sie bei den Afrikameisterschaften in Radès in windunterstützten 11,32 s die Silbermedaille im 100-Meter-Lauf hinter ihrer Landsfrau Endurance Ojokolo, nachdem die ursprünglich Zweitplatzierte Kamerunerin Myriam Léonie Mani wegen eines Dopingverstoßes disqualifiziert worden war. Zudem sicherte sie sich im Weitsprung mit 6,39 m die Bronzemedaille hinter der Kamerunerin Françoise Mbango Etone und Kéné Ndoye aus dem Senegal.
2003 nahm sie erneut an den Afrikaspielen in Abuja teil und gewann dort mit einer Weite von 6,52 m die Bronzemedaille hinter ihren Landsfrauen Esther Aghatise und Grace Umelo und siegte mit der nigerianischen 4-mal-100-Meter-Staffel in 43,04 s und stellte damit einen neuen Spielerekord auf. Im Jahr darauf erreichte sie bei den Afrikameisterschaften in Brazzaville mit 5,90 m Rang sechs und 2006 wurde sie bei den Afrikameisterschaften in Bambous mit 6,01 m Fünfte. Daraufhin beendete sie im Alter von 29 Jahren ihre Karriere als Leichtathletin.
1998 und 2002 wurde Odozor-Onikeku nigerianische Meisterin im Weitsprung.

## Persönliche Bestleistungen
- 100 Meter: 11,39 s (−0,2 m/s), 13. Juli 2002 in Germering
- 200 Meter: 23,44 s (−2,8 m/s), 3. Mai 2000 in Shizuoka
- Weitsprung: 6,53 m (0,0 m/s), 18. Juli 1998 in Lagos